# 若森県

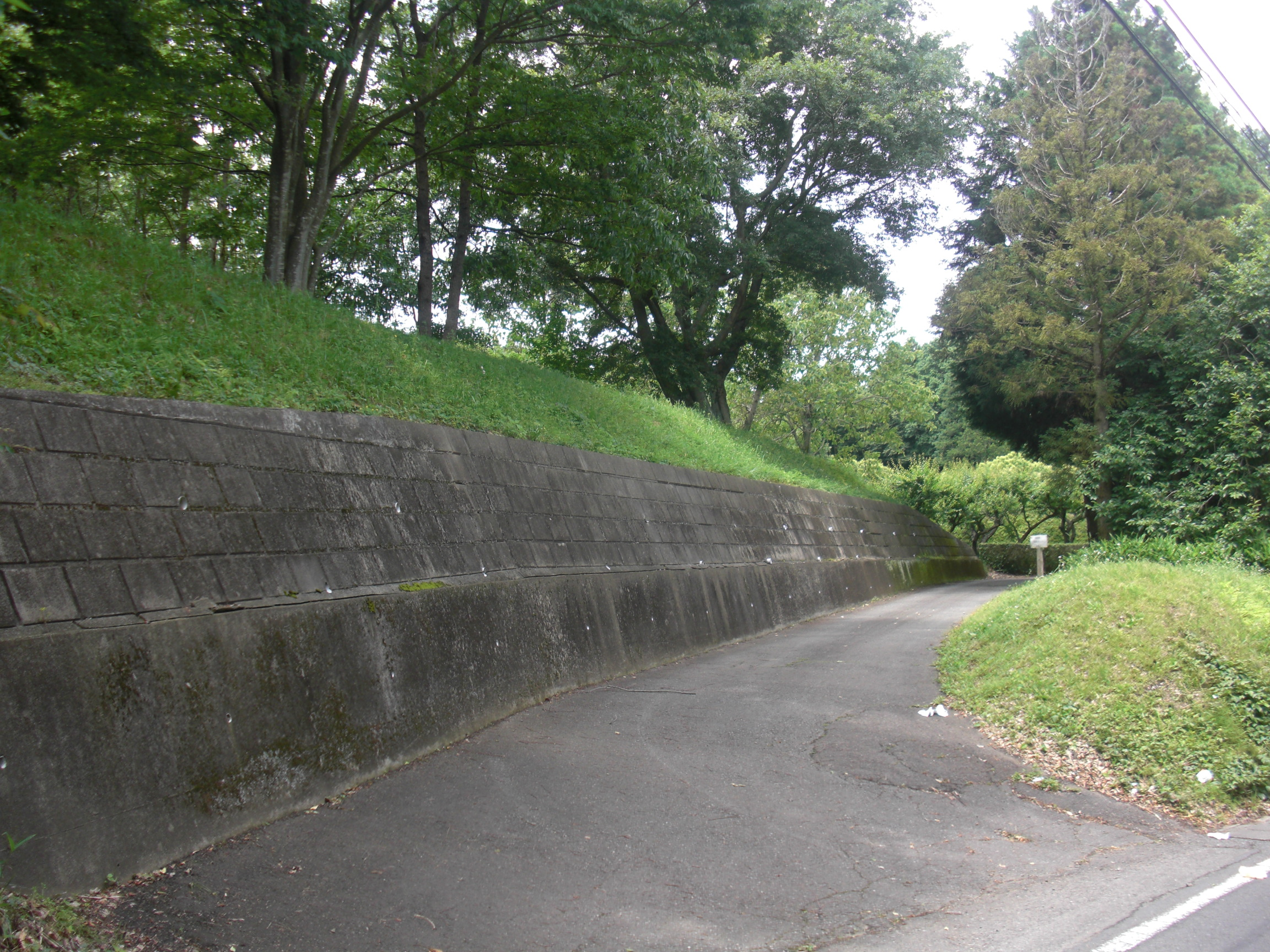
若森県庁跡（茨城県つくば市若森）

若森県（わかもりけん）は、1869年（明治2年）に常陸国、下総国内の幕府領・旗本領を管轄するために明治政府によって設置された県。管轄地域は現在の茨城県に広く分布している。本項では前身の常陸知県事（ひたちちけんじ）についても記す。

## 概要
現茨城県域には水戸藩を筆頭に14藩と県域外諸大名の飛地、幕府領・旗本領などが錯綜していた。1868年（慶応4年）、幕府の解体により幕府領・旗本領は新政府の直轄地とされ、粥川満明（三上藩士）が常陸県知事に、佐々府貞之丞（熊本藩士）が下総知県事に任命され、常総の民政を担当した。翌1869年（明治2年）に常陸知県事の管轄地が若森県、下総知県事の管轄地が葛飾県になった。
1871年（明治4年）、廃藩置県後の第1次府県統合に伴い常陸国、下総国内の11県が新治県に統合されたことにより廃止された。なお、若森県権知事であった池田種徳は新治県権令を引き続き務めている。

## 沿革
- 1868年（慶応4年）6月27日 - 粥川光明が常陸知県事に任命され、常陸国、下総国内の幕府領・旗本領を管轄。
- 1869年（明治2年）2月9日 - 常陸知県事の管轄区域に若森県を設置。県庁は新治郡若森村（現在のつくば市若森）の若森城に設置。
- 1871年（明治4年）11月14日 - 第1次府県統合により常陸国、下総国内の11県が合併して新治県が成立。同日若森県廃止。常陸国の一部の地域は茨城県、下総国は印旛県に移管。

## 管轄地域
- 常陸国
  - 新治郡のうち - 47村（幕府領12村、旗本領41村）
  - 真壁郡のうち - 197村（幕府領101村、旗本領152村、結城藩領3村）
  - 筑波郡のうち - 130村（幕府領36村、旗本領53村、土浦藩領45村、仙台藩領3村）
  - 茨城郡のうち - 57村（幕府領15村、旗本領48村、土浦藩領8村）
  - 鹿島郡のうち - 9村（幕府領）
  - 多賀郡のうち - 9村（旗本領）
- 下総国
  - 豊田郡 - 79村（幕府領29村、旗本領69村、長瀞藩領4村、烏山藩領2村、牛久藩領1村、仙台藩領1村）
  - 岡田郡 - 40村（幕府領30村、旗本領20村、牛久藩領4村）
  - 結城郡のうち - 42村（幕府領27村、旗本領6村、一橋徳川家領8村、壬生藩領15村、結城藩領4村）

なお相給が存在するため、村数の合計は一致しない。常陸国新治郡・筑波郡・鹿島郡は新治県、常陸国真壁郡・茨城郡・多賀郡は茨城県、下総国は印旛県に編入された。

## 歴代知事

### 常陸知県事
- 1868年（慶応4年）6月27日 - 1868年（明治元年）12月14日 ： 知県事・粥川光明（元三上藩士）
- 1868年（明治元年）12月14日 - 1869年（明治2年）2月9日 ： 知県事・池田種徳（前権弁事、元広島藩士）

### 若森県
- 1869年（明治2年）2月9日 - 1871年（明治4年）11月12日 ： 権知事・池田種徳（前常陸知県事）